# Royal College of Psychiatrists
O Royal College of Psychiatrists (em português:  Faculdade Real de Psiquiatria) é a principal organização profissional de psiquiatras do Reino Unido, responsável por representar os psiquiatras, a pesquisa psiquiátrica e fornecer informação ao público sobre problemas de saúde mental. A faculdade oferece aconselhamento a PMETB e Deanaries que agora são responsáveis pela formação e certificação de psiquiatras do Reino Unido.
Além de publicar vários livros e produzindo várias revistas, o Colégio produz informações sobre problemas de saúde mental para o público.